# Primetime Emmy-díj a legjobb férfi mellékszereplőnek (drámasorozat)
A Primetime Emmy-díj a legjobb férfi mellékszereplőnek (drámasorozat) elismerést az Emmy-díjátadó gálán adják át 1954 óta. Ebben a kategóriában a dráma és a vígjáték között 1966 óta tesznek különbséget, a Daytime Emmy-díj kiválása óta pedig Primetime Emmyként hívják.

## Győztesek és jelöltek
Győztes színész

### 1950-es évek
| Év | Színész                                                              | Színész                                                              | Szerep                                                               | Cím                                                                  | Adó                                                                  |                                                                      |
| Legjobb mellékszereplő sorozatszínész (Best Series Supporting Actor)                                                                                             | Legjobb mellékszereplő sorozatszínész (Best Series Supporting Actor) | Legjobb mellékszereplő sorozatszínész (Best Series Supporting Actor) | Legjobb mellékszereplő sorozatszínész (Best Series Supporting Actor) | Legjobb mellékszereplő sorozatszínész (Best Series Supporting Actor) | Legjobb mellékszereplő sorozatszínész (Best Series Supporting Actor) | Legjobb mellékszereplő sorozatszínész (Best Series Supporting Actor) |
| 1954 (6. gála) |                                                                      |                                                                      |                                                                      |                                                                      |                                                                      |                                                                      |
| --- | -------------------------------------------------------------------- | -------------------------------------------------------------------- | -------------------------------------------------------------------- | -------------------------------------------------------------------- | -------------------------------------------------------------------- | -------------------------------------------------------------------- |
| 1954 (6. gála) |                                                                      | Art Carney                                                           | több szereplő                                                        | The Jackie Gleason Show                                              | CBS                                                                  |                                                                      |
| 1954 (6. gála) | Ben Alexander                                                        | Frank Smith                                                          | Dragnet                                                              | NBC                                                                  |                                                                      |                                                                      |
| 1954 (6. gála) | William Frawley                                                      | Fred Mertz                                                           | I Love Lucy                                                          | CBS                                                                  |                                                                      |                                                                      |
| 1954 (6. gála) | Tony Randall                                                         | Harvey Weskitt                                                       | Mister Peepers                                                       | NBC                                                                  |                                                                      |                                                                      |
| 1954 (6. gála) | Carl Reiner                                                          | több szereplő                                                        | Your Show of Shows                                                   | NBC                                                                  |                                                                      |                                                                      |
| Legjobb mellékszereplő állandó sorozatban (Best Supporting Actor in a Regular Series)                                                                            |                                                                      |                                                                      |                                                                      |                                                                      |                                                                      |                                                                      |
| 1955 (7. gála) |                                                                      |                                                                      |                                                                      |                                                                      |                                                                      |                                                                      |
| | Art Carney                                                           | több szereplő                                                        | The Jackie Gleason Show                                              | CBS                                                                  |                                                                      |                                                                      |
| Ben Alexander | Frank Smith                                                          | Dragnet                                                              | NBC                                                                  |                                                                      |                                                                      |                                                                      |
| Don DeFore | Thorny                                                               | The Adventures of Ozzie & Harriet                                    | ABC                                                                  |                                                                      |                                                                      |                                                                      |
| William Frawley | Fred Mertz                                                           | I Love Lucy                                                          | CBS                                                                  |                                                                      |                                                                      |                                                                      |
| Gale Gordon | Osgood Conklin                                                       | Our Miss Brooks                                                      | CBS                                                                  |                                                                      |                                                                      |                                                                      |
| Legjobb színész mellékszerepben (Best Actor in a Supporting Role)                                                                                                |                                                                      |                                                                      |                                                                      |                                                                      |                                                                      |                                                                      |
| 1956 (8. gála) |                                                                      |                                                                      |                                                                      |                                                                      |                                                                      |                                                                      |
| | Art Carney                                                           | Ed Norton                                                            | The Honeymooners                                                     | CBS                                                                  |                                                                      |                                                                      |
| Ed Begley | Andy Sloane                                                          | Patterns                                                             | NBC                                                                  |                                                                      |                                                                      |                                                                      |
| William Frawley | Fred Mertz                                                           | I Love Lucy                                                          | CBS                                                                  |                                                                      |                                                                      |                                                                      |
| Carl Reiner | több szereplő                                                        | Caesar's Hour                                                        | NBC                                                                  |                                                                      |                                                                      |                                                                      |
| Cyril Ritchard | Mr. Darling / Hook kapitány                                          | Peter Pan                                                            | NBC                                                                  |                                                                      |                                                                      |                                                                      |
| 1957 (9. gála) |                                                                      |                                                                      |                                                                      |                                                                      |                                                                      |                                                                      |
| | Carl Reiner                                                          | több szereplő                                                        | Caesar's Hour                                                        | NBC                                                                  |                                                                      |                                                                      |
| Art Carney | több szereplő                                                        | The Jackie Gleason Show                                              | CBS                                                                  |                                                                      |                                                                      |                                                                      |
| Paul Ford | John T. Hall ezredes                                                 | The Phil Silvers Show                                                | CBS                                                                  |                                                                      |                                                                      |                                                                      |
| William Frawley | Fred Mertz                                                           | I Love Lucy                                                          | CBS                                                                  |                                                                      |                                                                      |                                                                      |
| Ed Wynn | Army                                                                 | Requiem for a Heavyweight                                            | CBS                                                                  |                                                                      |                                                                      |                                                                      |
| Színész legjobb folyamatos mellékszereplői alakítása (dráma/vígjátéksorozat) (Best Continuing Supporting Performance by an Actor in a Dramatic or Comedy Series) |                                                                      |                                                                      |                                                                      |                                                                      |                                                                      |                                                                      |
| 1958 (10. gála) |                                                                      |                                                                      |                                                                      |                                                                      |                                                                      |                                                                      |
| | Carl Reiner                                                          | több szereplő                                                        | Caesar's Hour                                                        | NBC                                                                  |                                                                      |                                                                      |
| Paul Ford | John T. Hall ezredes                                                 | The Phil Silvers Show                                                | CBS                                                                  |                                                                      |                                                                      |                                                                      |
| William Frawley | Fred Mertz                                                           | I Love Lucy                                                          | CBS                                                                  |                                                                      |                                                                      |                                                                      |
| Louis Nye | több szereplő                                                        | The Steve Allen Show                                                 | NBC                                                                  |                                                                      |                                                                      |                                                                      |
| Dennis Weaver | Chester Goode                                                        | Gunsmoke                                                             | CBS                                                                  |                                                                      |                                                                      |                                                                      |
| Legjobb mellékszereplő színész (folyamatos szereplő) drámasorozatban (Best Supporting Actor (Continuing Character) in a Dramatic Series)                         |                                                                      |                                                                      |                                                                      |                                                                      |                                                                      |                                                                      |
| 1959 (11. gála) |                                                                      |                                                                      |                                                                      |                                                                      |                                                                      |                                                                      |
| | Dennis Weaver                                                        | Chester Goode                                                        | Gunsmoke                                                             | CBS                                                                  |                                                                      |                                                                      |
| Herschel Bernardi | Jacoby hadnagy                                                       | Peter Gunn                                                           | NBC                                                                  |                                                                      |                                                                      |                                                                      |
| Johnny Crawford | Mark McCain                                                          | The Rifleman                                                         | ABC                                                                  |                                                                      |                                                                      |                                                                      |
| William Hopper | Paul Drake                                                           | Perry Mason                                                          | CBS                                                                  |                                                                      |                                                                      |                                                                      |

### 1960-as évek
| Év | Színész | Színész | Szerep | Cím | Adó | |                    |
| Színész kiemelkedő alakítása sorozatban (fő- vagy mellékszereplő) (Outstanding Performance by an Actor in a Series (Lead or Support))                   | Színész kiemelkedő alakítása sorozatban (fő- vagy mellékszereplő) (Outstanding Performance by an Actor in a Series (Lead or Support)) | Színész kiemelkedő alakítása sorozatban (fő- vagy mellékszereplő) (Outstanding Performance by an Actor in a Series (Lead or Support)) | Színész kiemelkedő alakítása sorozatban (fő- vagy mellékszereplő) (Outstanding Performance by an Actor in a Series (Lead or Support)) | Színész kiemelkedő alakítása sorozatban (fő- vagy mellékszereplő) (Outstanding Performance by an Actor in a Series (Lead or Support)) | Színész kiemelkedő alakítása sorozatban (fő- vagy mellékszereplő) (Outstanding Performance by an Actor in a Series (Lead or Support)) | Színész kiemelkedő alakítása sorozatban (fő- vagy mellékszereplő) (Outstanding Performance by an Actor in a Series (Lead or Support)) |                    |
| 1960 (12. gála) | | | | | | |                    |
| --- | --- | --- | --- | --- | --- | --- | ------------------ |
| 1960 (12. gála) | | Robert Stack | Eliot Ness | The Untouchables | ABC | |                    |
| 1960 (12. gála) | Richard Boone | Paladin | Have Gun – Will Travel | CBS | | |                    |
| 1960 (12. gála) | Raymond Burr | Perry Mason | Perry Mason | CBS | | |                    |
| Mellékszereplő színész vagy színésznő kiemelkedő alakítása sorozatban (Outstanding Performance in a Supporting Role by an Actor or Actress in a Series) | | | | | | |                    |
| 1961 (13. gála) | | | | | | |                    |
| | Don Knotts | Barney Fife | The Andy Griffith Show | CBS | | |                    |
| Abby Dalton | Martha Hale hadnagy | Hennesey | CBS | | | |                    |
| Barbara Hale | Della Street | Perry Mason | CBS | | | |                    |
| Színész kiemelkedő alakítása mellékszerepben (Outstanding Performance in a Supporting Role by an Actor)                                                 | | | | | | |                    |
| 1962 (14. gála) | | | | | | |                    |
| | Don Knotts | Barney Fife | The Andy Griffith Show | CBS | | |                    |
| Sam Jaffe | Dr. David Zorba | Ben Casey | ABC | | | |                    |
| Barry Jones | The Dean | Hallmark Hall of Fame | NBC | | | |                    |
| Horace McMahon | Mike Parker hadnagy | Naked City | ABC | | | |                    |
| George C. Scott | Dr. Karl Anders | Ben Casey | ABC | | | |                    |
| 1963 (15. gála) | | | | | | |                    |
| | Don Knotts | Barney Fife | The Andy Griffith Show | CBS | | |                    |
| Tim Conway | Charles Parker | McHale's Navy | ABC | | | |                    |
| Paul Ford | Wainwright Purdy III ezredes | Teahouse of the August Moon: Hallmark Hall of Fame                                                                                    | NBC | | | |                    |
| Hurd Hatfield | Lionel de Rothschild | Invincible Mr. Disraeli: Hallmark Hall of Fame                                                                                        | NBC | | | |                    |
| Robert Redford | George Laurents | Premiere, Presented by Fred Astaire                                                                                                   | ABC | | | |                    |
| 1964 (16. gála) | | | | | | |                    |
| | Albert Paulsen | Volkoval hadnagy | Bob Hope Presents the Chrysler Theatre                                                                                                | NBC | | |                    |
| Sorrell Booke | Julius Orloff | Dr. Kildare | NBC | | | |                    |
| Conlan Carter | Doc | Combat! | ABC | | | |                    |
| Carl Lee | Lonnie Hill | The Nurses | CBS | | | |                    |
| 1965 (17. gála) | Nem adtak át díjat | Nem adtak át díjat | Nem adtak át díjat | Nem adtak át díjat | Nem adtak át díjat | Nem adtak át díjat | Nem adtak át díjat |
| Mellékszereplő színész kiemelkedő alakítása drámasorozatban (Outstanding Performance by an Actor in a Supporting Role in a Drama Series)                | | | | | | |                    |
| 1966 (18. gála) | | | | | | |                    |
| | James Daly | Dr. O'Meara | Eagle in a Cage | NBC | | |                    |
| David Burns | The Great McGonigle | The Trials of O'Brien | CBS | | | |                    |
| Leo G. Carroll | Alexander Waverly | The Man from U.N.C.L.E. | NBC | | | |                    |
| 1967 (19. gála) | | | | | | |                    |
| | Eli Wallach | Happy Locarno | A mák virága is virág (The Poppy Is Also a Flower)                                                                                    | ABC | | |                    |
| Leo G. Carroll | Alexander Waverly | The Man from U.N.C.L.E. | NBC | | | |                    |
| Leonard Nimoy | Spock | Star Trek | NBC | | | |                    |
| 1968 (20. gála) | | | | | | |                    |
| | Milburn Stone | Doc | Gunsmoke | CBS | | |                    |
| Joseph Campanella | Lew Wickersham | Mannix | CBS | | | |                    |
| Lawrence Dobkin | Dr. Gettlinger | CBS Playhouse | CBS | | | |                    |
| Leonard Nimoy | Spock | Star Trek | NBC | | | |                    |
| Férfi mellékszereplő folytatólagos kiemelkedő alakítása sorozatban (Outstanding Continued Performance by an Actor in a Supporting Role in a Series)     | | | | | | |                    |
| 1969 (21. gála) | | | | | | |                    |
| | Werner Klemperer | Klink ezredes | Hogan's Heroes | CBS | | |                    |
| Greg Morris | Barney Collier | Mission: Impossible | CBS | | | |                    |
| Leonard Nimoy | Spock | Star Trek | NBC | | | |                    |

### 1970-es évek
| Év | Színész | Színész | Szerep | Cím | Adó | |
| Legjobb férfi mellékszereplő drámasorozatban (Outstanding Performance by an Actor in a Supporting Role in Drama)                                    | Legjobb férfi mellékszereplő drámasorozatban (Outstanding Performance by an Actor in a Supporting Role in Drama) | Legjobb férfi mellékszereplő drámasorozatban (Outstanding Performance by an Actor in a Supporting Role in Drama) | Legjobb férfi mellékszereplő drámasorozatban (Outstanding Performance by an Actor in a Supporting Role in Drama) | Legjobb férfi mellékszereplő drámasorozatban (Outstanding Performance by an Actor in a Supporting Role in Drama) | Legjobb férfi mellékszereplő drámasorozatban (Outstanding Performance by an Actor in a Supporting Role in Drama) | Legjobb férfi mellékszereplő drámasorozatban (Outstanding Performance by an Actor in a Supporting Role in Drama) |
| 1970 (22. gála) | | | | | | |
| --- | --- | --- | --- | --- | --- | --- |
| 1970 (22. gála) | | James Brolin | Dr. Steven Kiley                                                                                                 | Marcus Welby, M. D.                                                                                              | ABC | |
| 1970 (22. gála) | Tige Andrews | Adam Greer százados                                                                                              | The Mod Squad | ABC | | |
| 1970 (22. gála) | Greg Morris | Barney Collier                                                                                                   | Mission: Impossible                                                                                              | CBS | | |
| 1971 (23. gála) | | | | | | |
| | David Burns | Mr. Solomon | The Price: Hallmark Hall of Fame                                                                                 | NBC | | |
| James Brolin | Dr. Steven Kiley                                                                                                 | Marcus Welby, M.D.                                                                                               | ABC | | | |
| Robert Young | Earl Gannon szenátor                                                                                             | Vanished!: NBC World Premiere Movie                                                                              | NBC | | | |
| 1972 (24. gála) | | | | | | |
| | Jack Warden | George Halas | Brian's Song: ABC Movie of the Week                                                                              | ABC | | |
| James Brolin | Dr. Steven Kiley                                                                                                 | Marcus Welby, M.D.                                                                                               | ABC | | | |
| Greg Morris | Barney Collier                                                                                                   | Mission: Impossible                                                                                              | CBS | | | |
| 1973 (25. gála) | | | | | | |
| | Scott Jacoby | Nick Salter | That Certain Summer: ABC Movie of the Week                                                                       | ABC | | |
| James Brolin | Dr. Steven Kiley                                                                                                 | Marcus Welby, M.D.                                                                                               | ABC | | | |
| Will Geer | Zebulon Walton                                                                                                   | The Waltons | CBS | | | |
| Legjobb férfi mellékszereplő (dráma) (Best Supporting Actor in Drama)                                                                               | | | | | | |
| 1974 (26. gála) | | | | | | |
| | Michael Moriarty                                                                                                 | Jim O'Connor | The Glass Menagerie                                                                                              | ABC | | |
| Michael Douglas | Steve Keller | San Francisco utcáin (The Streets of San Francisco)                                                              | ABC | | | |
| Will Geer | Zebulon Walton                                                                                                   | The Waltons | CBS | | | |
| Sam Waterston | Tom Wingfield | The Glass Menagerie                                                                                              | ABC | | | |
| Férfi mellékszereplő folytatólagos kiemelkedő alakítása (drámasorozat) (Outstanding Continuing Performance by a Supporting Actor in a Drama Series) | | | | | | |
| 1975 (27. gála) | | | | | | |
| | Will Geer | Zebulon Walton                                                                                                   | The Waltons | CBS | | |
| J. D. Cannon | Peter B. Clifford                                                                                                | McCloud | NBC | | | |
| Michael Douglas | Steve Keller | San Francisco utcáin (The Streets of San Francisco)                                                              | ABC | | | |
| 1976 (28. gála) | | | | | | |
| | Anthony Zerbe | K.C. Trench hadnagy                                                                                              | Harry O | ABC | | |
| Michael Douglas | Steve Keller | San Francisco utcáin (The Streets of San Francisco)                                                              | ABC | | | |
| Ray Milland | Duncan Calderwood                                                                                                | Gazdag ember, szegény ember (Rich Man, Poor Man)                                                                 | ABC | | | |
| Robert Reed | Teddy Boylan | Gazdag ember, szegény ember (Rich Man, Poor Man)                                                                 | ABC | | | |
| Will Geer | Zebulon Walton                                                                                                   | The Waltons | CBS | | | |
| 1977 (29. gála) | | | | | | |
| | Gary Frank | Willie Lawrence                                                                                                  | Family | ABC | | |
| Noah Beery Jr. | Joseph "Rocky" Rockford                                                                                          | Rockford nyomoz (The Rockford Files)                                                                             | ABC | | | |
| David Doyle | John Bosley | Charlie angyalai (Charlie's Angels)                                                                              | ABC | | | |
| Tom Ewell | Billy Truman | Baretta | ABC | | | |
| Will Geer | Zebulon Walton                                                                                                   | The Waltons | CBS | | | |
| 1978 (30. gála) | | | | | | |
| | Robert Vaughn | Frank Flaherty                                                                                                   | Washington zárt ajtók mögött (Washington: Behind Closed Doors)                                                   | ABC | | |
| Ossie Davis | Martin Luther King Sr.                                                                                           | King | NBC | | | |
| Will Geer | Zebulon Walton                                                                                                   | The Waltons | CBS | | | |
| Sam Wanamaker | Moses Weiss | Holokauszt: A Weiss család története (Holocaust)                                                                 | NBC | | | |
| David Warner | Heydrich | Holokauszt: A Weiss család története (Holocaust)                                                                 | NBC | | | |
| Legjobb férfi mellékszereplő (drámasorozat) (Outstanding Supporting Actor in a Drama Series)                                                        | | | | | | |
| 1979 (31. gála) | | | | | | |
| | Stuart Margolin                                                                                                  | Evelyn "Angel" Martin                                                                                            | Rockford nyomoz (The Rockford Files)                                                                             | NBC | | |
| Mason Adams | Charlie Hume | Lou Grant | CBS | | | |
| Robert Walden | Joe Rossi | Lou Grant | CBS | | | |
| Noah Beery Jr. | Joseph "Rocky" Rockford                                                                                          | Rockford nyomoz (The Rockford Files)                                                                             | | | | |
| Joe Santos | Dennis Becker nyomozó                                                                                            | Rockford nyomoz (The Rockford Files)                                                                             | NBC | | | |

### 1980-as évek
| Év                 | Színész                  | Színész                 | Szerep                | Magyar cím         | Eredeti cím        | Adó |
| 1980 (32. gála)    |                          |                         |                       |                    |                    |     |
| ------------------ | ------------------------ | ----------------------- | --------------------- | ------------------ | ------------------ | --- |
| 1980 (32. gála)    |                          | Stuart Margolin         | Evelyn "Angel" Martin | Rockford nyomoz    | The Rockford Files | NBC |
| 1980 (32. gála)    | Mason Adams              | Charlie Hume            |                       | Lou Grant          | CBS                |     |
| 1980 (32. gála)    | Robert Walden            | Joe Rossi               |                       | Lou Grant          | CBS                |     |
| 1980 (32. gála)    | Noah Beery Jr.           | Joseph "Rocky" Rockford | Rockford nyomoz       | The Rockford Files | NBC                |     |
| 1981 (33. gála)    |                          |                         |                       |                    |                    |     |
|                    | Michael Conrad           | Phil Esterhaus őrmester | Zsarublues            | Hill Street Blues  | NBC                |     |
| Mason Adams        | Charlie Hume             |                         | Lou Grant             | CBS                |                    |     |
| Robert Walden      | Joe Rossi                |                         | Lou Grant             | CBS                |                    |     |
| Charles Haid       | Andy Renko rendőrtiszt   | Zsarublues              | Hill Street Blues     | NBC                |                    |     |
| Bruce Weitz        | Mick Belker nyomozó      | Zsarublues              | Hill Street Blues     | NBC                |                    |     |
| 1982 (34. gála)    |                          |                         |                       |                    |                    |     |
|                    | Michael Conrad           | Phil Esterhaus őrmester | Zsarublues            | Hill Street Blues  | NBC                |     |
| Taurean Blacque    | Neal Washington nyomozó  | Zsarublues              | Hill Street Blues     | NBC                |                    |     |
| Charles Haid       | Andy Renko rendőrtiszt   | Zsarublues              | Hill Street Blues     | NBC                |                    |     |
| Michael Warren     | Bobby Hill rendőrtiszt   | Zsarublues              | Hill Street Blues     | NBC                |                    |     |
| Bruce Weitz        | Mick Belker nyomozó      | Zsarublues              | Hill Street Blues     | NBC                |                    |     |
| 1983 (35. gála)    |                          |                         |                       |                    |                    |     |
|                    | James Coco               | Arnie                   | Egy kórház magánélete | St. Elsewhere      | NBC                |     |
| Ed Begley Jr.      | Dr. Victor Ehrlich       | Egy kórház magánélete   | St. Elsewhere         | NBC                |                    |     |
| Michael Conrad     | Phil Esterhaus őrmester  | Zsarublues              | Hill Street Blues     | NBC                |                    |     |
| Joe Spano          | Henry Goldblume őrmester | Zsarublues              | Hill Street Blues     | NBC                |                    |     |
| Bruce Weitz        | Mick Belker nyomozó      | Zsarublues              | Hill Street Blues     | NBC                |                    |     |
| 1984 (36. gála)    |                          |                         |                       |                    |                    |     |
|                    | Bruce Weitz              | Mick Belker nyomozó     | Zsarublues            | Hill Street Blues  | NBC                |     |
| Michael Conrad     | Phil Esterhaus őrmester  | Zsarublues              | Hill Street Blues     | NBC                |                    |     |
| James Sikking      | Howard Hunter hadnagy    | Zsarublues              | Hill Street Blues     | NBC                |                    |     |
| Ed Begley Jr.      | Dr. Victor Ehrlich       | Egy kórház magánélete   | St. Elsewhere         | NBC                |                    |     |
| John Hillerman     | Jonathan Higgins         | Magnum                  | Magnum, P.I.          | CBS                |                    |     |
| 1985 (37. gála)    |                          |                         |                       |                    |                    |     |
|                    | Edward James Olmos       | Martin Castillo hadnagy | Miami Vice            | Miami Vice         | NBC                |     |
| Ed Begley Jr.      | Dr. Victor Ehrlich       | Egy kórház magánélete   | St. Elsewhere         | NBC                |                    |     |
| John Hillerman     | Jonathan Higgins         | Magnum                  | Magnum, P.I.          | CBS                |                    |     |
| John Karlen        | Harvey Lacey             | Cagney és Lacey         | Cagney & Lacey        | CBS                |                    |     |
| Bruce Weitz        | Mick Belker nyomozó      | Zsarublues              | Hill Street Blues     | NBC                |                    |     |
| 1986 (38. gála)    |                          |                         |                       |                    |                    |     |
|                    | John Karlen              | Harvey Lacey            | Cagney és Lacey       | Cagney & Lacey     | CBS                |     |
| John Hillerman     | Jonathan Higgins         | Magnum                  | Magnum, P.I.          | CBS                |                    |     |
| Ed Begley Jr.      | Dr. Victor Ehrlich       | Egy kórház magánélete   | St. Elsewhere         | NBC                |                    |     |
| Edward James Olmos | Martin Castillo hadnagy  | Miami Vice              | Miami Vice            | NBC                |                    |     |
| Bruce Weitz        | Mick Belker nyomozó      | Zsarublues              | Hill Street Blues     | NBC                |                    |     |
| 1987 (39. gála)    |                          |                         |                       |                    |                    |     |
|                    | John Hillerman           | Jonathan Higgins        | Magnum                | Magnum, P.I.       | CBS                |     |
| Ed Begley Jr.      | Dr. Victor Ehrlich       | Egy kórház magánélete   | St. Elsewhere         | NBC                |                    |     |
| John Karlen        | Harvey Lacey             | Cagney és Lacey         | Cagney & Lacey        | CBS                |                    |     |
| Jimmy Smits        | Victor Sifuentes         |                         | L.A. Law              | NBC                |                    |     |
| Michael Tucker     | Stuart Markowitz         |                         | L.A. Law              | NBC                |                    |     |
| 1988 (40. gála)    |                          |                         |                       |                    |                    |     |
|                    | Larry Drake              | Benny Stulwicz          |                       | L.A. Law           | NBC                |     |
| Ed Begley Jr.      | Dr. Victor Ehrlich       | Egy kórház magánélete   | St. Elsewhere         | NBC                |                    |     |
| Timothy Busfield   | Elliot Weston            |                         | Thirtysomething       | ABC                |                    |     |
| Alan Rachins       | Douglas Brackman         |                         | L.A. Law              | NBC                |                    |     |
| Jimmy Smits        | Victor Sifuentes         |                         | L.A. Law              | NBC                |                    |     |
| 1989 (41. gála)    |                          |                         |                       |                    |                    |     |
|                    | Larry Drake              | Benny Stulwicz          |                       | L.A. Law           | NBC                |     |
| Jonathan Banks     | Frank McPike             |                         | Wiseguy               | CBS                |                    |     |
| Timothy Busfield   | Elliot Weston            |                         | Thirtysomething       | ABC                |                    |     |
| Richard Dysart     | Leland McKenzie          |                         | L.A. Law              | NBC                |                    |     |
| Jimmy Smits        | Victor Sifuentes         |                         | L.A. Law              | NBC                |                    |     |

### 1990-es évek
| Év                | Színész            | Színész                    | Szerep                      | Magyar cím      | Eredeti cím | Adó |
| 1990 (42. gála)   |                    |                            |                             |                 |             |     |
| ----------------- | ------------------ | -------------------------- | --------------------------- | --------------- | ----------- | --- |
| 1990 (42. gála)   |                    | Jimmy Smits                | Victor Sifuentes            |                 | L.A. Law    | NBC |
| 1990 (42. gála)   | Timothy Busfield   | Elliot Weston              |                             | Thirtysomething | ABC         |     |
| 1990 (42. gála)   | Larry Drake        | Benny Stulwicz             |                             | L.A. Law        | NBC         |     |
| 1990 (42. gála)   | Richard Dysart     | Leland McKenzie            |                             | L.A. Law        | NBC         |     |
| 1990 (42. gála)   | Dean Stockwell     | Al Calavicci               | Quantum Leap – Az időutazó  | Quantum Leap    | NBC         |     |
| 1991 (43. gála)   |                    |                            |                             |                 |             |     |
|                   | Timothy Busfield   | Elliot Weston              |                             | Thirtysomething | ABC         |     |
| David Clennon     | Miles Drentell     |                            | Thirtysomething             | ABC             |             |     |
| Richard Dysart    | Leland McKenzie    |                            | L.A. Law                    | NBC             |             |     |
| Jimmy Smits       | Victor Sifuentes   |                            | L.A. Law                    | NBC             |             |     |
| Dean Stockwell    | Al Calavicci       | Quantum Leap – Az időutazó | Quantum Leap                | NBC             |             |     |
| 1992 (44. gála)   |                    |                            |                             |                 |             |     |
|                   | Richard Dysart     | Leland McKenzie            |                             | L.A. Law        | NBC         |     |
| Ed Asner          | Walter Kovacs      |                            | The Trials of Rosie O'Neill | CBS             |             |     |
| John Corbett      | Chris Stevens      | Miért éppen Alaszka?       | Northern Exposure           | CBS             |             |     |
| Richard Kiley     | Doug Spaulding     | Ray Bradbury színháza      | The Ray Bradbury Theater    | HBO             |             |     |
| Jimmy Smits       | Victor Sifuentes   |                            | L.A. Law                    | NBC             |             |     |
| Dean Stockwell    | Al Calavicci       | Quantum Leap – Az időutazó | Quantum Leap                | NBC             |             |     |
| 1993 (45. gála)   |                    |                            |                             |                 |             |     |
|                   | Chad Lowe          | Jesse McKenna              | Az élet megy tovább         | Life Goes On    | ABC         |     |
| Barry Corbin      | Maurice Minnifield | Miért éppen Alaszka?       | Northern Exposure           | CBS             |             |     |
| John Cullum       | Holling Vincouver  | Miért éppen Alaszka?       | Northern Exposure           | CBS             |             |     |
| Fyvush Finkel     | Douglas Wambaugh   | Kisvárosi rejtélyek        | Picket Fences               | CBS             |             |     |
| Dean Stockwell    | Al Calavicci       | Quantum Leap – Az időutazó | Quantum Leap                | NBC             |             |     |
| 1994 (46. gála)   |                    |                            |                             |                 |             |     |
|                   | Fyvush Finkel      | Douglas Wambaugh           | Kisvárosi rejtélyek         | Picket Fences   | CBS         |     |
| Gordon Clapp      | Greg Medavoy       | New York rendőrei          | NYPD Blue                   | ABC             |             |     |
| Nicholas Turturro | James Martinez     | New York rendőrei          | NYPD Blue                   | ABC             |             |     |
| Barry Corbin      | Maurice Minnifield | Miért éppen Alaszka?       | Northern Exposure           | CBS             |             |     |
| Ray Walston       | Henry Bone         | Kisvárosi rejtélyek        | Picket Fences               | CBS             |             |     |
| 1995 (47. gála)   |                    |                            |                             |                 |             |     |
|                   | Ray Walston        | Henry Bone                 | Kisvárosi rejtélyek         | Picket Fences   | CBS         |     |
| James Earl Jones  | Neb Langston       |                            | Under One Roof              | CBS             |             |     |
| Héctor Elizondo   | Phillip Watters    | Chicago Hope Kórház        | Chicago Hope                | CBS             |             |     |
| Eriq La Salle     | Peter Benton       | Vészhelyzet                | ER                          | NBC             |             |     |
| Noah Wyle         | John Carter        | Vészhelyzet                | ER                          | NBC             |             |     |
| 1996 (48. gála)   |                    |                            |                             |                 |             |     |
|                   | Ray Walston        | Henry Bone                 | Kisvárosi rejtélyek         | Picket Fences   | CBS         |     |
| Héctor Elizondo   | Phillip Watters    | Chicago Hope Kórház        | Chicago Hope                | CBS             |             |     |
| James McDaniel    | Arthur Fancy       | New York rendőrei          | NYPD Blue                   | ABC             |             |     |
| Stanley Tucci     | Richard Cross      |                            | Murder One                  | ABC             |             |     |
| Noah Wyle         | John Carter        | Vészhelyzet                | ER                          | NBC             |             |     |
| 1997 (49. gála)   |                    |                            |                             |                 |             |     |
|                   | Héctor Elizondo    | Phillip Watters            | Chicago Hope Kórház         | Chicago Hope    | CBS         |     |
| Adam Arkin        | Aaron Shutt        | Chicago Hope Kórház        | Chicago Hope                | CBS             |             |     |
| Eriq La Salle     | Peter Benton       | Vészhelyzet                | ER                          | NBC             |             |     |
| Noah Wyle         | John Carter        | Vészhelyzet                | ER                          | NBC             |             |     |
| Nicholas Turturro | James Martinez     | New York rendőrei          | NYPD Blue                   | ABC             |             |     |
| 1998 (50. gála)   |                    |                            |                             |                 |             |     |
|                   | Gordon Clapp       | Greg Medavoy               | New York rendőrei           | NYPD Blue       | ABC         |     |
| Héctor Elizondo   | Phillip Watters    | Chicago Hope Kórház        | Chicago Hope                | CBS             |             |     |
| Steven Hill       | Adam Schiff        | Esküdt ellenségek          | Law & Order                 | NBC             |             |     |
| Eriq La Salle     | Peter Benton       | Vészhelyzet                | ER                          | NBC             |             |     |
| Noah Wyle         | John Carter        | Vészhelyzet                | ER                          | NBC             |             |     |
| 1999 (51. gála)   |                    |                            |                             |                 |             |     |
|                   | Michael Badalucco  | Jimmy Berluti              | Ügyvédek                    | The Practice    | ABC         |     |
| Benjamin Bratt    | Rey Curtis         | Esküdt ellenségek          | Law & Order                 | NBC             |             |     |
| Steven Hill       | Adam Schiff        | Esküdt ellenségek          | Law & Order                 | NBC             |             |     |
| Noah Wyle         | John Carter        | Vészhelyzet                | ER'                         | NBC             |             |     |
| Steve Harris      | Eugene Young       | Ügyvédek                   | The Practice                | ABC             |             |     |

### 2000-es évek
| Év                  | Színész                | Színész                      | Szerep                       | Magyar cím       | Eredeti cím   | Adó |
| 2000 (52. gála)     |                        |                              |                              |                  |               |     |
| ------------------- | ---------------------- | ---------------------------- | ---------------------------- | ---------------- | ------------- | --- |
| 2000 (52. gála)     |                        | Richard Schiff               | Toby Ziegler                 | Az elnök emberei | The West Wing | NBC |
| 2000 (52. gála)     | John Spencer           | Leo McGarry                  | Az elnök emberei             | The West Wing    | NBC           |     |
| 2000 (52. gála)     | Michael Badalucco      | Jimmy Berlutti               | Ügyvédek                     | The Practice     | ABC           |     |
| 2000 (52. gála)     | Steve Harris           | Eugene Young                 | Ügyvédek                     | The Practice     | ABC           |     |
| 2000 (52. gála)     | Dominic Chianese       | Junior Soprano               | Maffiózók                    | The Sopranos     | HBO           |     |
| 2001 (53. gála)     |                        |                              |                              |                  |               |     |
|                     | Bradley Whitford       | Josh Lyman                   | Az elnök emberei             | The West Wing    | NBC           |     |
| Richard Schiff      | Toby Ziegler           | Az elnök emberei             | The West Wing                | NBC              |               |     |
| John Spencer        | Leo McGarry            | Az elnök emberei             | The West Wing                | NBC              |               |     |
| Dominic Chianese    | Junior Soprano         | Maffiózók                    | The Sopranos                 | HBO              |               |     |
| Michael Imperioli   | Christopher Moltisanti | Maffiózók                    | The Sopranos                 | HBO              |               |     |
| 2002 (54. gála)     |                        |                              |                              |                  |               |     |
|                     | John Spencer           | Leo McGarry                  | Az elnök emberei             | The West Wing    | NBC           |     |
| Dulé Hill           | Charlie Young          | Az elnök emberei             | The West Wing                | NBC              |               |     |
| Richard Schiff      | Toby Ziegler           | Az elnök emberei             | The West Wing                | NBC              |               |     |
| Bradley Whitford    | Josh Lyman             | Az elnök emberei             | The West Wing                | NBC              |               |     |
| Victor Garber       | Jack Bristow           | Alias                        | Alias                        | ABC              |               |     |
| Freddy Rodríguez    | Federico "Rico" Diaz   | Sírhant művek                | Six Feet Under               | HBO              |               |     |
| 2003 (55. gála)     |                        |                              |                              |                  |               |     |
|                     | Joe Pantoliano         | Ralph Cifaretto              | Maffiózók                    | The Sopranos     | HBO           |     |
| John Spencer        | Leo McGarry            | Az elnök emberei             | The West Wing                | NBC              |               |     |
| Bradley Whitford    | Josh Lyman             | Az elnök emberei             | The West Wing                | NBC              |               |     |
| Victor Garber       | Jack Bristow           | Alias                        | Alias                        | ABC              |               |     |
| Michael Imperioli   | Christopher Moltisanti | Maffiózók                    | The Sopranos                 | HBO              |               |     |
| 2004 (56. gála)     |                        |                              |                              |                  |               |     |
|                     | Michael Imperioli      | Christopher Moltisanti       | Maffiózók                    | The Sopranos     | HBO           |     |
| Steve Buscemi       | Tony Blundetto         | Maffiózók                    | The Sopranos                 | HBO              |               |     |
| John Spencer        | Leo McGarry            | Az elnök emberei             | The West Wing                | NBC              |               |     |
| Brad Dourif         | Dr. Amos "Doc" Cochran | Deadwood                     | Deadwood                     | HBO              |               |     |
| Victor Garber       | Jack Bristow           | Alias                        | Alias                        | ABC              |               |     |
| 2005 (57. gála)     |                        |                              |                              |                  |               |     |
|                     | William Shatner        | Denny Crane                  | Boston Legal – Jogi játszmák | Boston Legal     | ABC           |     |
| Naveen Andrews      | Sayid Jarrah           | Lost – Eltűntek              | Lost                         | ABC              |               |     |
| Terry O’Quinn       | John Locke             | Lost – Eltűntek              | Lost                         | ABC              |               |     |
| Alan Alda           | Arnold Vinick          | Az elnök emberei             | The West Wing                | NBC              |               |     |
| Oliver Platt        | Russell Tupper         | Huff                         | Huff                         | Showtime         |               |     |
| 2006 (58. gála)     |                        |                              |                              |                  |               |     |
|                     | Alan Alda              | Arnold Vinick                | Az elnök emberei             | The West Wing    | NBC           |     |
| Michael Imperioli   | Christopher Moltisanti | Maffiózók                    | The Sopranos                 | HBO              |               |     |
| Gregory Itzin       | Charles Logan          | 24                           | 24                           | Fox              |               |     |
| Oliver Platt        | Russell Tupper         | Huff                         | Huff                         | Showtime         |               |     |
| William Shatner     | Denny Crane            | Boston Legal – Jogi játszmák | Boston Legal                 | ABC              |               |     |
| 2007 (59. gála)     |                        |                              |                              |                  |               |     |
|                     | Terry O’Quinn          | John Locke                   | Lost – Eltűntek              | Lost             | ABC           |     |
| Michael Emerson     | Ben Linus              | Lost – Eltűntek              | Lost                         | ABC              |               |     |
| Michael Imperioli   | Christopher Moltisanti | Maffiózók                    | The Sopranos                 | HBO              |               |     |
| T. R. Knight        | George O'Malley        | A Grace klinika              | Grey's Anatomy               | ABC              |               |     |
| Masi Oka            | Nakamura Hiro          | Hősök                        | Heroes                       | NBC              |               |     |
| William Shatner     | Denny Crane            | Boston Legal – Jogi játszmák | Boston Legal                 | ABC              |               |     |
| 2008 (60. gála)     |                        |                              |                              |                  |               |     |
|                     | Željko Ivanek          | Ray Fiske                    | A hatalom hálójában          | Damages          | FX            |     |
| Ted Danson          | Arthur Frobisher       | A hatalom hálójába           | Damages                      | FX               |               |     |
| Michael Emerson     | Ben Linus              | Lost – Eltűntek              | Lost                         | ABC              |               |     |
| William Shatner     | Denny Crane            | Boston Legal – Jogi játszmák | Boston Legal                 | ABC              |               |     |
| John Slattery       | Roger Sterling         | Mad Men – Reklámőrültek      | Mad Men                      | AMC              |               |     |
| 2009 (61. gála)     |                        |                              |                              |                  |               |     |
|                     | Michael Emerson        | Ben Linus                    | Lost – Eltűntek              | Lost             | AMC           |     |
| Christian Clemenson | Jerry Espenson         | Boston Legal – Jogi játszmák | Boston Legal                 | ABC              |               |     |
| William Shatner     | Denny Crane            | Boston Legal – Jogi játszmák | Boston Legal                 | ABC              |               |     |
| William Hurt        | Daniel Purcell         | A hatalom hálójában          | Damages                      | FX               |               |     |
| Aaron Paul          | Jesse Pinkman          | Breaking Bad – Totál szívás  | Breaking Bad                 | AMC              |               |     |
| John Slattery       | Roger Sterling         | Mad Men – Reklámőrültek      | Mad Men                      | AMC              |               |     |

### 2010-es évek
| Év                    | Színész                   | Színész                       | Szerep                            | Magyar cím                  | Eredeti cím  | Adó |
| 2010 (62. gála)       |                           |                               |                                   |                             |              |     |
| --------------------- | ------------------------- | ----------------------------- | --------------------------------- | --------------------------- | ------------ | --- |
| 2010 (62. gála)       |                           | Aaron Paul                    | Jesse Pinkman                     | Breaking Bad – Totál szívás | Breaking Bad | AMC |
| 2010 (62. gála)       | Michael Emerson           | Ben Linus                     | Lost – Eltűntek                   | Lost                        | ABC          |     |
| 2010 (62. gála)       | Terry O’Quinn             | John Locke                    | Lost – Eltűntek                   | Lost                        | ABC          |     |
| 2010 (62. gála)       | Andre Braugher            | Owen Thoreau, Jr.             |                                   | Men of a Certain Age        | TNT          |     |
| 2010 (62. gála)       | Martin Short              | Leonard Winstone              | A hatalom hálójában               | Damages                     | FX           |     |
| 2010 (62. gála)       | John Slattery             | Roger Sterling                | Mad Men – Reklámőrültek           | Mad Men                     | AMC          |     |
| 2011 (63. gála)       |                           |                               |                                   |                             |              |     |
|                       | Peter Dinklage            | Tyrion Lannister              | Trónok harca                      | Game of Thrones             | HBO          |     |
| Josh Charles          | Will Gardner              | A férjem védelmében           | The Good Wife                     | CBS                         |              |     |
| Alan Cumming          | Eli Gold                  | A férjem védelmében           | The Good Wife                     | CBS                         |              |     |
| Andre Braugher        | Owen Thoreau, Jr.         |                               | Men of a Certain Age              | TNT                         |              |     |
| Walton Goggins        | Boyd Crowder              | A törvény embere              | Justified                         | FX                          |              |     |
| John Slattery         | Roger Sterling            | Mad Men – Reklámőrültek       | Mad Men                           | AMC                         |              |     |
| 2012 (64. gála)       |                           |                               |                                   |                             |              |     |
|                       | Aaron Paul                | Jesse Pinkman                 | Breaking Bad – Totál szívás       | Breaking Bad                | AMC          |     |
| Giancarlo Esposito    | Gus Fring                 | Breaking Bad – Totál szívás   | Breaking Bad                      | AMC                         |              |     |
| Jim Carter            | Charles Carson            | Downton Abbey                 | Downton Abbey                     | PBS                         |              |     |
| Brendan Coyle         | John Bates                | Downton Abbey                 | Downton Abbey                     | PBS                         |              |     |
| Peter Dinklage        | Tyrion Lannister          | Trónok harca                  | Game of Thrones                   | HBO                         |              |     |
| Jared Harris          | Lane Pryce                | Mad Men – Reklámőrültek       | Mad Men                           | AMC                         |              |     |
| 2013 (65. gála)       |                           |                               |                                   |                             |              |     |
|                       | Bobby Cannavale           | Gyp Rosetti                   | Boardwalk Empire – Gengszterkorzó | Boardwalk Empire            | HBO          |     |
| Jonathan Banks        | Mike Ehrmantraut          | Breaking Bad – Totál szívás   | Breaking Bad                      | AMC                         |              |     |
| Aaron Paul            | Jesse Pinkman             | Breaking Bad – Totál szívás   | Breaking Bad                      | AMC                         |              |     |
| Jim Carter            | Charles Carson            | Downton Abbey                 | Downton Abbey                     | PBS                         |              |     |
| Peter Dinklage        | Tyrion Lannister          | Trónok harca                  | Game of Thrones                   | HBO                         |              |     |
| Mandy Patinkin        | Saul Berenson             | Homeland – A belső ellenség   | Homeland                          | Showtime                    |              |     |
| 2014 (66. gála)       |                           |                               |                                   |                             |              |     |
|                       | Aaron Paul                | Jesse Pinkman                 | Breaking Bad – Totál szívás       | Breaking Bad                | AMC          |     |
| Jim Carter            | Charles Carson            | Downton Abbey                 | Downton Abbey                     | PBS                         |              |     |
| Josh Charles          | Will Gardner              | A férjem védelmében           | The Good Wife                     | CBS                         |              |     |
| Peter Dinklage        | Tyrion Lannister          | Trónok harca                  | Game of Thrones                   | HBO                         |              |     |
| Mandy Patinkin        | Saul Berenson             | Homeland – A belső ellenség   | Homeland                          | Showtime                    |              |     |
| Jon Voight            | Mickey Donovan            | Ray Donovan                   | Ray Donovan                       | Showtime                    |              |     |
| 2015 (67. gála)       |                           |                               |                                   |                             |              |     |
|                       | Peter Dinklage            | Tyrion Lannister              | Trónok harca                      | Game of Thrones             | HBO          |     |
| Jonathan Banks        | Mike Ehrmantraut          | Better Call Saul              | Better Call Saul                  | AMC                         |              |     |
| Jim Carter            | Charles Carson            | Downton Abbey                 | Downton Abbey                     | PBS                         |              |     |
| Alan Cumming          | Eli Gold                  | A férjem védelmében           | The Good Wife                     | CBS                         |              |     |
| Michael Kelly         | Doug Stamper              | Kártyavár                     | House of Cards                    | Netflix                     |              |     |
| Ben Mendelsohn        | Danny Rayburn             | Bloodline – A vérvonal árnyai | Bloodline                         | Netflix                     |              |     |
| 2016 (68. gála)       |                           |                               |                                   |                             |              |     |
|                       | Ben Mendelsohn            | Danny Rayburn                 | Bloodline – A vérvonal árnyai     | Bloodline                   | Netflix      |     |
| Peter Dinklage        | Tyrion Lannister          | Trónok harca                  | Game of Thrones                   | HBO                         |              |     |
| Kit Harington         | Havas Jon                 | Trónok harca                  | Game of Thrones                   | HBO                         |              |     |
| Jonathan Banks        | Mike Ehrmantraut          | Better Call Saul              | Better Call Saul                  | AMC                         |              |     |
| Michael Kelly         | Doug Stamper              | Kártyavár                     | House of Cards                    | Netflix                     |              |     |
| Jon Voight            | Mickey Donovan            | Ray Donovan                   | Ray Donovan                       | Showtime                    |              |     |
| 2017 (69. gála)       |                           |                               |                                   |                             |              |     |
|                       | John Lithgow              | Winston Churchill             | A Korona                          | The Crown                   | Netflix      |     |
| David Harbour         | Jim Hopper                | Stranger Things               | Stranger Things                   | Netflix                     |              |     |
| Jonathan Banks        | Mike Ehrmantraut          | Better Call Saul              | Better Call Saul                  | AMC                         |              |     |
| Ron Cephas Jones      | William H. Hill           | Rólunk szól                   | This Is Us                        | NBC                         |              |     |
| Michael Kelly         | Doug Stamper              | Kártyavár                     | House of Cards                    | Netflix                     |              |     |
| Mandy Patinkin        | Saul Berenson             | Homeland – A belső ellenség   | Homeland                          | Showtime                    |              |     |
| Jeffrey Wright        | Bernard Lowe              | Westworld                     | Westworld                         | HBO                         |              |     |
| 2018 (70. gála)       |                           |                               |                                   |                             |              |     |
|                       | Peter Dinklage            | Tyrion Lannister              | Trónok harca                      | Game of Thrones             | HBO          |     |
| Nikolaj Coster-Waldau | Jaime Lannister           | Trónok harca                  | Game of Thrones                   | HBO                         |              |     |
| David Harbour         | Jim Hopper                | Stranger Things               | Stranger Things                   | Netflix                     |              |     |
| Joseph Fiennes        | Fred Waterford parancsnok | A szolgálólány meséje         | The Handmaid's Tale               | Hulu                        |              |     |
| Mandy Patinkin        | Saul Berenson             | Homeland – A belső ellenség   | Homeland                          | Showtime                    |              |     |
| Matt Smith            | Fülöp edinburgh-i herceg  | A Korona                      | The Crown                         | Netflix                     |              |     |
| 2019 (71. gála)       |                           |                               |                                   |                             |              |     |
|                       | Peter Dinklage            | Tyrion Lannister              | Trónok harca                      | Game of Thrones             | HBO          |     |
| Alfie Allen           | Theon Greyjoy             | Trónok harca                  | Game of Thrones                   | HBO                         |              |     |
| Nikolaj Coster-Waldau | Jaime Lannister           | Trónok harca                  | Game of Thrones                   | HBO                         |              |     |
| Jonathan Banks        | Mike Ehrmantraut          | Better Call Saul              | Better Call Saul                  | AMC                         |              |     |
| Giancarlo Esposito    | Gus Fring                 | Better Call Saul              | Better Call Saul                  | AMC                         |              |     |
| Michael Kelly         | Doug Stamper              | Kártyavár                     | House of Cards                    | Netflix                     |              |     |
| Chris Sullivan        | Toby Damon                | Rólunk szól                   | This Is Us                        | NBC                         |              |     |

### 2020-as évek
| Év                  | Színész                    | Színész                    | Szerep                | Magyar cím          | Eredeti cím      | Adó       |
| 2020 (72. gála)     |                            |                            |                       |                     |                  |           |
| ------------------- | -------------------------- | -------------------------- | --------------------- | ------------------- | ---------------- | --------- |
| 2020 (72. gála)     |                            | Billy Crudup               | Cory Ellison          | The Morning Show    | The Morning Show | Apple TV+ |
| 2020 (72. gála)     | Nicholas Braun             | Greg Hirsch                | Utódlás               | Succession          | HBO              |           |
| 2020 (72. gála)     | Kieran Culkin              | Roman Roy                  | Utódlás               | Succession          | HBO              |           |
| 2020 (72. gála)     | Matthew Macfadyen          | Tom Wambsgans              | Utódlás               | Succession          | HBO              |           |
| 2020 (72. gála)     | Mark Duplass               | Charles "Chip" Black       | The Morning Show      | The Morning Show    | Apple TV+        |           |
| 2020 (72. gála)     | Giancarlo Esposito         | Gus Fring                  | Better Call Saul      | Better Call Saul    | AMC              |           |
| 2020 (72. gála)     | Bradley Whitford           | Joseph Lawrence parancsnok | A szolgálólány meséje | The Handmaid's Tale | Hulu             |           |
| 2020 (72. gála)     | Jeffrey Wright             | Bernard Lowe               | Westworld             | Westworld           | HBO              |           |
| 2021 (73. gála)     |                            |                            |                       |                     |                  |           |
|                     | Tobias Menzies             | Fülöp herceg               | A Korona              | The Crown           | Netflix          |           |
| Giancarlo Esposito  | Moff Gideon                | A Mandalóri                | The Mandalorian       | Disney+             |                  |           |
| O-T Fagbenle        | Luke Bankole               | A szolgálólány meséje      | The Handmaid's Tale   | Hulu                |                  |           |
| Max Minghella       | Nick Blaine parancsnok     | A szolgálólány meséje      | The Handmaid's Tale   | Hulu                |                  |           |
| Bradley Whitford    | Joseph Lawrence parancsnok | A szolgálólány meséje      | The Handmaid's Tale   | Hulu                |                  |           |
| John Lithgow        | E.B. Jonathan              | Perry Mason                | Perry Mason           | HBO                 |                  |           |
| Michael K. Williams | Montrose Freeman           | Lovecraft Country          | Lovecraft Country     | HBO                 |                  |           |
| Chris Sullivan      | Toby Damon                 | Rólunk szól                | This Is Us            | NBC                 |                  |           |
| 2022 (74. gála)     |                            |                            |                       |                     |                  |           |
|                     | Matthew Macfadyen          | Tom Wambsgans              | Utódlás               | Succession          | HBO              |           |
| Nicholas Braun      | Greg Hirsch                | Utódlás                    | Succession            | HBO                 |                  |           |
| Kieran Culkin       | Roman Roy                  | Utódlás                    | Succession            | HBO                 |                  |           |
| Billy Crudup        | Cory Ellison               | The Morning Show           | The Morning Show      | Apple TV+           |                  |           |
| Pak Heszu           | Cho Sang-woo               | Nyerd meg az életed        | Squid Game            | Netflix             |                  |           |
| O Jongszu           | Oh Il-nam                  | Nyerd meg az életed        | Squid Game            | Netflix             |                  |           |
| John Turturro       | Irving Bailiff             | Különválás                 | Severance             | Apple TV+           |                  |           |
| Christopher Walken  | Burt Goodman               | Különválás                 | Severance             | Apple TV+           |                  |           |
| 2023 (75. gála)     |                            |                            |                       |                     |                  |           |
|                     | Matthew Macfadyen          | Tom Wambsgans              | Utódlás               | Succession          | HBO              |           |
| F. Murray Abraham   | Bert Di Grasso             | A Fehér Lótusz             | The White Lotus       | HBO                 |                  |           |
| Michael Imperioli   | Dominic Di Grasso          | A Fehér Lótusz             | The White Lotus       | HBO                 |                  |           |
| Theo James          | Cameron Sullivan           | A Fehér Lótusz             | The White Lotus       | HBO                 |                  |           |
| Will Sharpe         | Ethan Spiller              | A Fehér Lótusz             | The White Lotus       | HBO                 |                  |           |
| Nicholas Braun      | Greg Hirsch                | Utódlás                    | Succession            | HBO                 |                  |           |
| Alan Ruck           | Connor Roy                 | Utódlás                    | Succession            | HBO                 |                  |           |
| Alexander Skarsgård | Lukas Matsson              | Utódlás                    | Succession            | HBO                 |                  |           |
| 2024 (76. gála)     |                            |                            |                       |                     |                  |           |
|                     | Billy Crudup               | Cory Ellison               | The Morning Show      | The Morning Show    | Apple TV+        |           |
| Aszano Tadanobu     | Kashigi Yabushige          | A sógun                    | Shōgun                | FX                  |                  |           |
| Hira Takehiro       | Ishido Kazunari            | A sógun                    | Shōgun                | FX                  |                  |           |
| Mark Duplass        | Charles "Chip" Black       | The Morning Show           | The Morning Show      | Apple TV+           |                  |           |
| Jon Hamm            | Paul Marks                 | The Morning Show           | The Morning Show      | Apple TV+           |                  |           |
| Jack Lowden         | River Cartwright           | Utolsó befutók             | Slow Horses           | Apple TV+           |                  |           |
| Jonathan Pryce      | Fülöp edinburgh-i herceg   | A Korona                   | The Crown             | Netflix             |                  |           |